# 溴匹立明
溴匹立明（INN：Bropirimine）是一种具有抗癌和抗病毒特性的实验药物。它是一种有效的口服免疫调节剂，正在尝试治疗膀胱癌。

## 合成

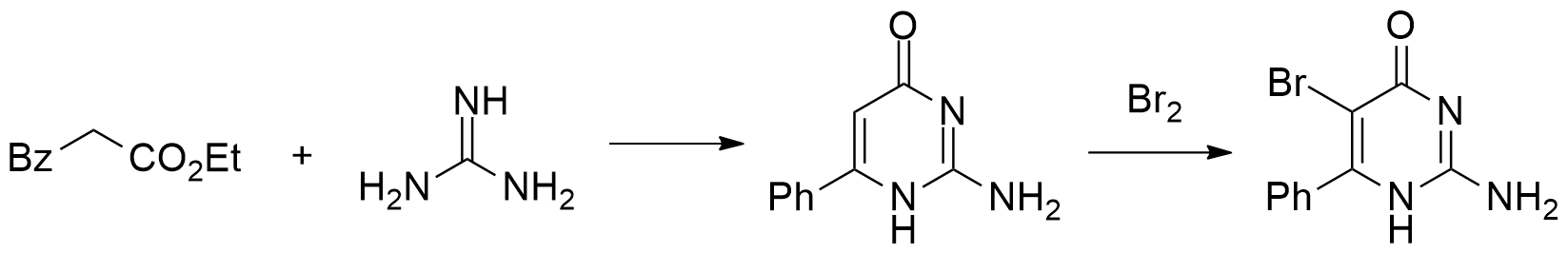
溴匹立明合成：；其它合成方式：

第一步，通过使用丁基锂处理形成丙二酸半酯的二价阴离子。使用苯甲酰氯对该阴离子进行酰化反应，反应会在更具亲核性的碳负离子上进行（因为具有较高的电荷密度）。这种三羰基化合物在酸化时脱羧生成β-酮酯。与胍缩合生成嘧啶酮。NBS 介导的溴化反应可生成溴匹立明。